# تشيرغاو
تشيرغاو هي قرية تقع في إقليم ألبا في رومانيا.

## السكان
حسب إحصائيات 2002 بلغ عدد سكان القرية 	1,747 نسمة.